# Nakra
Nakra (gruzínsky ნაკრა) je řeka v západní Gruzii v kraji Samegrelo-Horní Svanetie. Je dlouhá 22 km. Povodí má rozlohu 169 km².

## Průběh toku
Stéká z jižního svahu hlavního kavkazského hřebenu. Zdrojem jsou ledovce, spodní voda, sníh a déšť. Ústí do řeky Inguri jako její pravý přítok.